# Bruneis herrlandslag i fotboll
Bruneis herrlandslag i fotboll

## Historik
Bruneis fotbollsförbund bildades 1956 och blev medlem av Fifa 1969 och AFC 1970. Bruneis första landskamp spelades i Bangkok 1972, och där fick man storstryk av Malaysia med 0-8 vid en kvalmatch till asiatiska mästerskapet 1972. Största förlusten är hittills 0-12 mot Arabemiraten samt är största vinsten 4-1 mot Filippinerna. Bruneis landslag tillhör världens svagaste och har vunnit färre än var tionde match. Nästan alla spelare spelar i den inhemska ligan.

## VM
- 1930 till 1982: deltog inte.
- 1986: kvalade inte in.
- 1990 till 1998: deltog inte.
- 2002: kvalade inte in.
- 2006: deltog inte.

## Asiatiska mästerskap
- 1956 till 1968: deltog inte.
- 1972 till 1976: kvalade inte in.
- 1980 till 1996: deltog inte.
- 2000 till 2004: kvalade inte in.
- 2007 till ????: deltog inte.

## Övriga turneringar
Brunei deltog 1996 i Tiger Cup (Sedan 2007 heter den ASEAN Cup). Brunei förlorade första matchen med 0-3 mot Singapore. I nästa match blev det stryk med 0-6 mot Thailand. Sedan blev det seger med 1-0 mot Filippinerna; Irwan Mohammed målskytt. Brunei kunde sedan inte ta sig vidare efter att laget förlorat med 0-6 mot Malaysia. 
2006 deltog Brunei i AFC Challenge Cup. Brunei gick inte vidare men visade upp sådär spel. Man förlorade mot Sri Lanka med 0-1 och fick 0-0 mot Bhutan. Brunei kunde sedan ta en tredjeplats i gruppen efter seger mot Nepal med 2-1 i sista matchen.